# Fausto Sabeo
Fausto Sabeo (Chiari, c. 1475 – Roma, 1559) fue un humanista, poeta, escritor y bibliotecario italiano.
Estudió letras en Bolonia. El Papa León X lo envió a la Biblioteca del Vaticano en Roma y le encomendó la tarea de recopilar libros por Europa junto a Johann Heitmers; Sabean no obtuvo mayores beneficios de este trabajo. Después de la muerte de León X, fue empleado por otros pontífices. Fue el favorito de Enrique II de Francia, a quien Sabeo le dedicó sus cinco libros de epigramas, mientras que el rey le obsequió un collar de doscientas coronas.

## Obras
Sabeo escribió Epigrammatum libri quinque ad Henricum regem Galliae; Picta poesis ovidiana; In Celsi Archelai Melini funere amicorum lacrymae; Fuga Virginis Mariae; Juliae Virginis agon y Cosmografia. Además, con ocasión de la muerte de Ambrogio Catarino Politi, Sabeo escribió estos versos en su alabanza: Sacrati hoc cineres tumulo: pia ossa quietem assiduos fluctus post maris huius habent. Cuius erant, cernes in caelo nomen astrum, si virtus rupto carcere in astra volat.